# Giustoella crypta
Giustoella crypta är en mångfotingart som beskrevs av Kraus 1960. Giustoella crypta ingår i släktet Giustoella och familjen Fuhrmannodesmidae. Inga underarter finns listade i Catalogue of Life.